# ディストーション・シンセシス
ディストーション・シンセシスとは、非線型の電子回路や数学で既存の音を変更し、より複雑な音を生成するサウンド・シンセシス技術のカテゴリである。
いくつかのサウンド・シンセシス手法は、複雑な音響を多数の発振器で実現しているが、ディストーション手法は複数の発振器を使うよりも多くの倍音を含んだ周波数スペクトルを生成する。
コンピュータ音楽をマックス・マシューズ (Max Mathews) と共に開拓したフランスの作曲家ジャン＝クロード・リセは、ディストーション手法の適用における注目すべき先駆者の一人だった。
ディストーション手法には以下が含まれる: FMシンセシス, ウェーブシェーピング・シンセシス, 離散総和式シンセシス (DSF).

## FMシンセシス
周波数変調シンセシス (FM)は発振器のキャリア周波数を他の信号による変調で歪ませる。歪み具合は周波数変調指数で制御される。
フェーズディストーション・シンセシス (PD) として知られる手法は、FMシンセシスと類似している。

## ウェーブシェーピング・シンセシス
ウェーブシェーピング・シンセシスは、元となる信号波形{\displaystyle x(t)}を非線型の振幅応答{\displaystyle f}で変更する。
{\displaystyle y(t)=f(a(t)x(t))}
この手法は帯域制限された(訳注: 結果として alias freeな)スペクトルを生成することができ、index function {\displaystyle a(t)}で連続的に制御できる。
この手法の簡単な例は、オーディオ・アンプのオーバードライブ(過大入力)で生じるクリッピング歪みである。
(ウェーブテーブル・シンセシス (異なる波形を並べたテーブルで音色変化を実現する合成手法) は、この手法と混同すべきではないが、ウェーブシェーピング・シンセシスの特別な場合 —— 元波形が鋸状波の場合 —— と同一である)

## 離散総和式シンセシス
離散総和式 (DSF: Discrete summation formulas) シンセシスとは、目的の波形形状を実現するために、多数の数の総和や加算のための数式を使用するアルゴリズム的合成手法である。 このパワフルな手法は、たとえばFM音声合成と同様な方法で3つのフォルマントを持つ音声を合成できる。 DSFは 調波や非調波による、帯域制限もしくは制限なしのスペクトルを合成可能であり、指数 (index)で制御できる。 Roads 1996の指摘にあるように、複雑なスペクトルのディジタル・シンセシスを2,3のパラメータに削減する事で、DSFはよりずっと経済的になる。